# 胶西站
胶西站是胶新铁路的一座铁路车站，位于中华人民共和国山东省青岛市胶州市胶西镇，始建于2003年，业务性质为四等站。